# Anko (prénom)
Pour les articles homonymes, voir Anko.
Anko est un prénom masculin basque.
L'équivalent du prénom est « Anco » en espagnol et « Ancus » en français.

## Personnalités portant ce prénom
- Pour l'ensemble des articles sur les personnes portant ce prénom, consulter :
  - la liste des articles dont le titre commence par ce prénom
  - les listes produites par Wikidata : Liste des personnes de prénom « Anko » — même liste en incluant les éventuels prénoms composés qui contiennent « Anko ».